# Atherionidae
Atherionidae – monotypowa rodzina morskich ryb aterynokształtnych (Atheriniformes). Występują w strefie tropikalnej i subtropikalnej w Oceanie Indyjskim i w zachodnim Pacyfiku.
Obejmuje rodzaj Atherion z gatunkami:
- Atherion africanus
- Atherion elymus
- Atherion maccullochi

Część systematyków klasyfikuje ten rodzaj w podrodzinie Atherinomorinae w obrębie aterynowatych (Atherinidae).